# Molinaea andronensis
Molinaea andronensis är en kinesträdsväxtart som beskrevs av Ludwig Radlkofer och Choux. Molinaea andronensis ingår i släktet Molinaea och familjen kinesträdsväxter. Inga underarter finns listade i Catalogue of Life.